# Remennecourt
Remennecourt è un comune francese di 64 abitanti situato nel dipartimento della Mosa nella regione del Grand Est.

## Storia

### Simboli
Lo stemma è stato adottato dal Comune nel gennaio del 2012.
Il lupo evoca san Louvent, patrono della parrocchia, chiamato anche Lupien (dal latino lupus, "lupo").
Il vomere sottolinea l'attività agricola del paese.
La saracinesca medievale rappresenta il castello fortificato che sorgeva a Remennecourt e che fu demolito durante la Rivoluzione francese.
I rami sono quelli dei salici che costeggiano le acque dei torrenti Saint Louvent e Bouillon des Fontaines.

## Società

### Evoluzione demografica
Abitanti censiti